# Podu Jijiei
Podu Jijiei – wieś w Rumunii, w okręgu Jassy, w gminie Golăiești. W 2011 roku liczyła 262 mieszkańców.